# Exeristis pollosta
Exeristis pollosta là một loài bướm đêm trong họ Crambidae.